# Джяугис, Мартинас
Мартинас Джяугис (лит. Martynas Džiaugys; род. 8 ноября 1986, Каунас) — литовский гребец, выступающий за сборную Литвы по академической гребле с 2002 года. Чемпион мира и Европы, победитель этапов Кубка мира, участник летних Олимпийских игр в Рио-де-Жанейро.

## Биография
Мартинас Джяугис родился 8 ноября 1986 года в Каунасе, Литовская ССР.
Впервые заявил о себе в гребле на международной арене в сезоне 2002 года, выступив в распашных безрульных двойках на юниорском мировом первенстве в Тракае.
В 2004 году в парных четвёрках закрыл десятку сильнейших на молодёжной регате в Познани.
В 2005 году в парных двойках стал девятым на молодёжном чемпионате мира в Амстердаме.
Начиная с 2015 года выступал на взрослом уровне в основном составе литовской национальной сборной. В частности, в этом сезоне принял участие во взрослых чемпионате Европы в Познани и чемпионате мира в Эгбелете, где занял десятое и шестое места в парных двойках и четвёрках соответственно.
В 2016 году выиграл серебряную медаль на европейском первенстве в Бранденбурге, финишировал шестым на этапе Кубка мира в Люцерне. Благодаря череде удачных выступлений удостоился права защищать честь страны на летних Олимпийских играх в Рио-де-Жанейро — в составе экипажа, куда также вошли гребцы Довидас Немеравичюс, Ауримас Адомавичюс и Доминикас Янчёнис, в программе четвёрок парных сумел квалифицироваться лишь в утешительный финал В и расположился в итоговом протоколе соревнований на девятой строке.
После Олимпиады в Рио Джяугис остался в составе гребной команды Литвы на ещё один олимпийский цикл и продолжил принимать участие в крупнейших международных регатах. Так, в 2017 году в парных четвёрках он был лучшим на этапах Кубка мира в Белграде и Люцерне, на чемпионате Европы в Рачице и на чемпионате мира в Сарасоте. По итогам сезона удостоился звания лучшего спортсмена Литвы в категории «Мужская команда года».
В 2018 году отметился выступлением на этапе Кубка мира в Белграде, где в парных двойках занял 11 место.
В 2019 году на чемпионате мира в Линце-Оттенсхайме стартовал в распашных безрульных двойках и был далёк от попадания в число призёров.